# Marko Kostrenčić
Marko Kostrenčić, hrvaški pravni zgodovinar, politik, univerzitetni profesor in akademik, * 21. marec 1884, † 19. maj 1976.
Kostrenčić je deloval kot redni profesor (1916-31 in ponovno 1945-55) za hrvaško pravno zgodovino oz. zgodovino države in prava narodov SFRJ od 19. stoletja na Pravni fakulteti v Zagrebu, član JAZU (redni od 1921, njen glavni tajnik 1951-57, nato eno leto podpredsednik) in tudi dopisni član SAZU (od 1953). 
Bil je tudi minister za socialno politiko in narodno zdravje v vladi Petra Živkovića (1931), nato senator, ban Savske banovine v Zagrebu (1935/36) in rektor Univerze v Zagrebu v študijskem letu 1949/50. Bil je pobudnik ustanovitve Zgodovinskega inštuituta (1948), ki ga je več let tudi vodil.   